# Leucauge atrostricta
Leucauge atrostricta là một loài nhện trong họ Tetragnathidae.
Loài này thuộc chi Leucauge. Leucauge atrostricta được miêu tả năm 1932 bởi Badcock.